# Pholcus lingulatus
Pholcus lingulatus là một loài nhện trong họ Pholcidae. Loài này được phát hiện ở Trung Quốc.